# Maxvachoniinae
Die Maxvachoniinae sind eine Unterfamilie der Spulwürmer mit sieben Arten. Es sind größtenteils Parasiten bei Reptilien, selten bei Amphibien.

## Merkmale
Die Vulva liegt im Bereich des Ösophagus. Der Schwanz ist bei Weibchen sehr lang und macht etwa ein Viertel der Körperlänge aus. Die Eier haben lange fadenförmige Anhängsel (Filamente).

## Systematik
Die Unterfamilie weist nur eine Tribus (Maxvachoniini) und diese wiederum nur eine Subtribus (Maxvachoniinii) auf und enthält zwei Gattungen:
- Maxvachonia Chabaud & Brygoo, 1960
- Typhlonema Kreis, 1938